# Springfield M1903

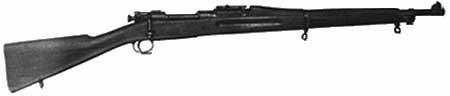
Springfield M1903

De Springfield M1903 is een door Springfield geproduceerd wapen dat vooral dienstdeed bij de Amerikaanse troepen tijdens de Eerste en Tweede Wereldoorlog.

## Oorsprong
Het Springfield M1903 geweer werd in de Verenigde Staten onder licentie van Mauser geproduceerd; het komt grotendeels overeen met het Mauser Gewehr 98. Na de Tweede Boerenoorlog in zuidelijk Afrika tussen de Britten en Nederlandse boeren, was er een grote vraag naar sterke geweren die voorzien waren van een magazijn voor meerdere patronen en het schieten zo minder tijd in beslag nam. De Britten kwamen al snel met het Lee-Enfield geweer. De Amerikanen importeerden het Krag-Jörgensen geweer. Maar toen dit wapen niet aan de verwachtingen voldeed beval de regering de Springfield Armory (niet: The Springfield Arms Company, dit is een geheel ander bedrijf!) een beter geweer te maken. De Springfield 1903 was het resultaat.

## Gebruik
De Springfield werd in grote aantallen geproduceerd en al snel was het het standaardwapen van het Amerikaanse leger. Het geweer werd het meest gebruikt door het Amerikaanse leger in de Eerste Wereldoorlog. Toen had 25% van de Amerikaanse soldaten (behalve mitrailleurschutters) een Springfield. Na de oorlog bleef het in gebruik. Ook in de Tweede Wereldoorlog werd in het begin de Springfield vooral aan het front in Azië gebruikt. In Europa werd vooral de opvolger van de Springfield gebruikt: de M1 Garand of het M1-geweer.

## Fabrikanten
- Springfield Armory
- Rock Island Arsenal
- Remington Arms Company
- Smith Corona

## Varianten
Er zijn 4 hoofdvarianten van de Springfield 1903, echter er zijn ook een aantal belangrijke sub-varianten:

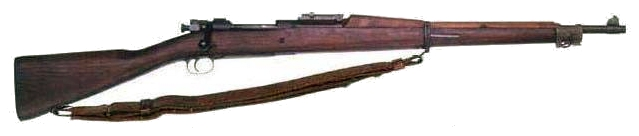
M1903

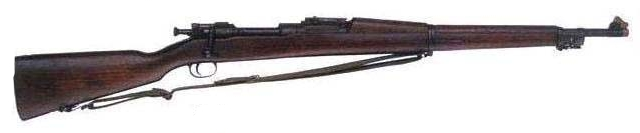
M1903 met 'scant' kolf

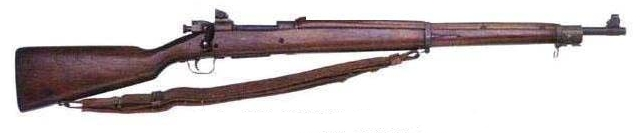
M1903A3

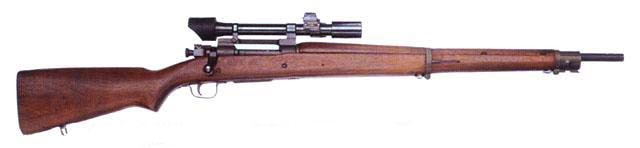
M1903A4 met M84 vizier

- M1903 (1903)— ontworpen voor .30-03 (ook bekend als .30-45) patroon. Origineel Type S kolf.
  - M1903 (1905)— verandering van "staaf" bajonet naar een mes bajonet, type Model 1905 met verbeterd Model 1905 vizier.
  - M1903 (1906)— wederom aangepast om specifiek het nieuwe kaliber M1906 .30-06 patroon ("Ball Cartridge, caliber 30, Model of 1906").
  - M1903 Air Service (1914-1918) verstrekt aan de luchtmacht met een vast 25 patronen magazijn en aangepaste Type S kolf.
  - M1903 Mark I (~1918)— aangepast voor specifiek gebruik van het Pedersen device.
- M1903A1 (1930-1939)— aangepast van een rechte kolf naar een pistool Type C kolf.
- M1903A2 (1930s–40s)— een kale versie van de A1 of A3, gebruikt als subkaliber trainingsgeweer voor geschut.
- M1903A3 (1942)— aangepast voor een eenvoudigere productie van geperste metalen onderdelen, tevens is de Type S kolf aangepast, geen "vinger grip" aanwezig.
- M1903A4 (1942)— een M1903A3 aangepast voor gebruik als sluipschuttersgeweer, maakte gebruik van een M73B1 2.5x Weaver scope en aangepaste kolf. Hiervan zijn tussen de 28.635 en 29.964 exemplaren gemaakt (discussie tussen Campbell en Brophy over de aantallen). Later zijn nog M84 scopes gemonteerd van Lyman Alaskan, 2.2x.
- M1903 Bushmaster karabijn (1940s)— de loop en kolf waren ingekort voor makkelijker gebruik in Panama. Er zijn ongeveer 4.725 van deze geweren gemaakt. Het geweer is hoofdzakelijk gebruikt als trainingswapen en is niet actief gebruikt.